# Rufina y Segunda
Santa Rufina y santa Segunda (siglo III-10 de julio de 257) son dos mártires cristianas que murieron ejecutadas en tiempos del emperador Valeriano. Ambas son en ocasiones confundidas con santa Justa y Santa Rufina, dos mártires que murieron ejecutadas en Sevilla treinta años después.

## Hagiografía
Según las actas conservadas, santa Rufina y santa Segunda eran dos hermanas cristianas oriundas de Roma, hijas de Aurelia y Asterio, hombre de rango senatorial que las prometió a dos jóvenes también cristianos, Armentario y Verino. Cuando el emperador Valeriano promulgó en 257 el primero de sus dos edictos contra el cristianismo, ambos hombres renegaron de su fe y trataron de convencer a las hermanas de seguir su ejemplo, pero ambas se negaron y optaron por huir. Denunciadas por sus antiguos prometidos, Rufina y Segunda fueron capturadas por los hombres del comes Arcesilao no muy lejos de la ciudad, en la milla XIV de la Via Flaminia, y conducidas ante el prefecto Junio Donato, quien ordenó encarcelarlas en celdas separadas con el fin de hacerlas apostatar. Al tercer día, el prefecto habló con Rufina y trató de convencerla, sin éxito, de renegar de Cristo, tras lo cual ordenó azotarla y traer a Segunda para ser testigo del tormento de su hermana. Esta, indignada al ver el suplicio al que era sometida Rufina, declaró: «¿Por qué juzgáis a mi hermana por honrar y a mí por deshonrar? Alegraos de golpearnos a las dos juntas, porque declaramos que Cristo es Dios». El prefecto ordenó entonces que ambas fuesen encerradas en una oscura celda y que en ella se levantase humo de estiércol, aunque el humo terminó despidiendo olor a ámbar, mientras que la oscuridad de la celda se volvió claridad. Debido a su negativa a apostatar, las hermanas fueron entonces sometidas a diversos tormentos; en primer lugar fueron introducidas en una tina llena de óleo y quemadas durante dos horas, no sufriendo daño alguno; seguidamente, el prefecto ordenó que a las mártires se les atasen pesadas piedras al cuello y fuesen a continuación arrojadas al Tíber, en cuyas aguas las hermanas permanecieron media hora sin hundirse hasta que las olas las devolvieron a la orilla con la ropa completamente seca (también se afirma que un ángel las liberó y las condujo a la orilla). Tras ser sometidas a estos suplicios, el prefecto, dudando si eran hechiceras o santas, las entregó de nuevo a Arcesilao para que él mismo decidiese si eran ejecutadas o puestas en libertad, siendo las hermanas condenadas a morir decapitadas. Conducidas el 10 de julio de 257 por el propio Arcesilao a un bosque llamado Silva Nigra (Bosque Negro), a lo largo de la Via Cornelia, las mártires fueron decapitadas, aunque también se afirma que solo Rufina murió de esta forma, mientras que Segunda habría sido golpeada hasta la muerte, siendo sus cuerpos abandonados para que sirviesen de alimento a los lobos, aunque una matrona llamada Plautilla, dueña de las tierras donde ambas murieron, les dio sepultura y se convirtió al cristianismo tras ver a las hermanas en un sueño, en el cual ambas le indicaron el lugar del martirio además de instarla a convertirse.

## Veneración
La festividad de santa Rufina y santa Segunda fue incluida en el calendario tridentino como «semidoble». Por su parte, el calendario romano general del papa Pío XII redujo la festividad a «simple», mientras que el calendario romano general de 1960 la redujo a una fiesta de tercer orden. Según las reglas del actual misal romano, su festividad puede celebrarse en cualquier parte con su propia misa en su día de conmemoración, salvo que en alguna localidad dicho día esté asignado a una celebración obligatoria.
En las notas relativas a la publicación de la revisión de 1969 del calendario romano general por parte del papa Pablo VI, se establece que de estas santas, cuya fiesta fue insertada en el calendario en el siglo XII con ocasión de la traslación de sus reliquias a la Archibasílica de San Juan de Letrán durante el pontificado de Anastasio IV, nada se sabe más allá de sus nombres y de que fueron enterradas en la milla IX de la Via Cornelia. Ambas son mencionadas en el manuscrito de Berna del Martyrologium Hieronymianum, además de figurar en diversos itinerarios del siglo VII como el de la Via Cornelia, donde el papa Dámaso I erigió una basílica sobre la tumba de las mártires. La ciudad surgida en torno al templo, la cual fue llamada Santa Rufina, llegaría a convertirse en la sede episcopal de una de las siete diócesis suburbicarias que en 1119 se uniría por orden del papa Calixto II a Porto, pasando a ser conocida como Porto-Santa Rufina. Con el tiempo, el bosque conocido como Silva Nigra pasaría a llamarse Silva Candida (Bosque Blanco) gracias a la devoción y a varios milagros atribuidos a santa Rufina y santa Segunda así como a san Pedro y san Marcelino, quienes murieron ejecutados en 304 en el mismo lugar que las dos hermanas durante las persecuciones de Diocleciano.